# Buddy Bolden
Charles Joseph Bolden, známý jako Buddy Bolden nebo King Bolden (6. září 1877 New Orleans – 4. listopadu 1931 Jackson (Louisiana)) byl americký kornetista, skladatel a kapelník, označovaný za zakladatele jazzu.
Pocházel ze středostavovské černošské rodiny. Vyučil se holičem a začal hrát v neworleanském dechovém orchestru, který vedl Papa Jack Laine. Později založil vlastní skupinu, s níž vystupoval v nočních lokálech a nevěstincích černošské čtvrti Storyville. Nezřízený život, který vedl, v něm probudil sklony k alkoholismu. S diagnózou dementia praecox byl roku 1907 umístěn v psychiatrické léčebně, kde strávil zbytek života. Jeho přínos k hudební historii ocenil až Donald Marquis v životopisné knize In Search Of Buddy Bolden: First Man Of Jazz.
Jeho styl hry byl velmi energický a hlasitý, založený na volných improvizacích, obohatil ragtime o prvky blues a gospelu. Této hudbě se začalo říkat „jass“ podle jasmínové voňavky užívané prostitutkami, z toho se později vyvinul výraz jazz. Jeho nejúspěšnější skladbu „Funky Butt“ převzal do svého repertoáru Jelly Roll Morton pod názvem „Buddy Bolden's Blues“. Byly pořízeny fonografické nahrávky Boldenovy kapely, ale žádná se nezachovala. Na Boldenův styl hry na dechové nástroje navázali Sidney Bechet, Joe King Oliver, Kid Ory a Louis Armstrong.